# I'm Good at Being Bad
«I'm Good at Being Bad» es una canción del grupo TLC, lanzada para su tercer álbum FanMail (1999). Fue lanzada como un sencillo promocional mientras "No Scrubs" se distribuía por las estaciones de radio. A pesar de no haber sido lanzada comercialmente, logró entrar al top 40 en la lista de Billboard Hot R&B/Hip-Hop Songs. La canción está caracterizada por su contraste alternada entre una melodía suave interpretada por Rozonda "Chilli" Thomas y un rap explícito interpretado por Lisa "Left Eye" Lopes, y como es usual, Tionne "T-Boz" Watkins en la voz principal.

## Antecedentes y composición
"I'm Good at Being Bad" es una canción R&B que contiene un verso de rap.  El título original de la canción era Bitch Like Me (una frase también incluida en la letra), la cual se describió como "subir el nivel de obscenidad". La letra se refiere gráficamente a "10 pulgadas o más grande / posiciones sexuales de niggas".
Fue grabada en Flyme Tyme Studios en Edina, Minnesota con los productores Jimmy Jam y Terry Lewis en 1998. Mientras escribía la canción, la integrante de TLC, T-Boz estuvo inspirada en la banda Nirvana, destacando como solían hacer cambios dinámicos fuertes y suaves en su discografía, que ella quería que el grupo incorporara.
Jimmy Jam animó a Watkins a tararear la melodía mientras tocaba el ritmo en la cabina de grabación, que era diferente de su rutina de escuchar el ritmo y escribir la letra. Watkins admitió que la técnica la influyó como compositora. También intentó convencer a Lisa "Left Eye" Lopes de que rapeara el pre-coro ella misma, pero Lopes insistió en que la voz más gruesa de Watkins era más adecuada para la pista.
La versión original del álbum muestra la canción de Donna Summer "Love to Love You Baby". Las ediciones posteriores del álbum eliminaron la muestra, acortando la duración de la canción en un minuto. La canción también usó una muestra de la canción de 1972 de la banda estadounidense War "Slippin 'Into Darkness". El verso de rap de Lopes fue incluido en la versión sin cortes del video musical "Unpretty".

## Recepción comercial
En la lista de Billboard Hot R&B/Hip-Hop Songs, el sencillo debutó el 3 de julio de 1999, alcanzado la posición 38, donde se mantuvo durante 18 semanas consecutivas.

## Listado de pistas
Promotional US mini CD single and maxi single
1. "I'm Good at Being Bad" (Radio Mix with rap) – 4:33
2. "I'm Good at Being Bad" (Radio Mix without rap) – 4:33
3. "I'm Good at Being Bad" (Instrumental) – 4:36
4. "I'm Good at Being Bad" (Call Out Research Hook) – 0:10

Promotional US 12-inch single
1. "I'm Good at Being Bad" (dirty version) – 4:39
2. "I'm Good at Being Bad" (clean version) – 4:42
3. "I'm Good at Being Bad" (instrumental) – 4:35

## Posicionamiento en listas
| Lista (1999)                           | Mejor posición |
| -------------------------------------- | -------------- |
| Estados Unidos (Hot R&B/Hip-Hop Songs) | 38             |